# Peter Paddleford
Peter Paddleford est un constructeur de ponts et un mécanicien américain, né à Enfield (New Hampshire), le 14 septembre 1785, et mort à Littleton (New Hampshire) le 18 octobre 1859 .
Il a développé un type de poutre en treillis dans les années 1830 qu'il n'a pas breveté mais a été utilisé pour la construction de ponts couverts dans le New Hampshire, le Maine et l'est du Vermont au XIXe siècle.

## Biographie
Il est le fils de Philip Paddleford (1758-1832) et Ruth Bullock (1785-1847). La famille s'installe à Monroe (New Hampshire) dans les premières années 1800. Il obtient un brevet pour une machine à filer en 1816 mais qui ne semble pas avoir été utilisé.
En 1830 il s'installe à Littleton, comté de Grafton, où il a passé la plus grande partie de sa vie. En 1833, il participe à un appel d'offres pour un pont à Montréal, sans succès. Dans les années suivantes il a construit des ponts suivant le brevet de Stephen H. Long obtenu en 1830 avant de concevoir sa propre poutre en treillis en modifiant la poutre de Long et en mettant des montants verticaux avec des diagonales comprimées et des contrefiches. Cette poutre en treillis n'a pas été brevetée probablement pour ne pas risquer des procès par les détenteurs du brevet Long. Ce type de poutre a été aussi utilisé par d'autres constructeurs.

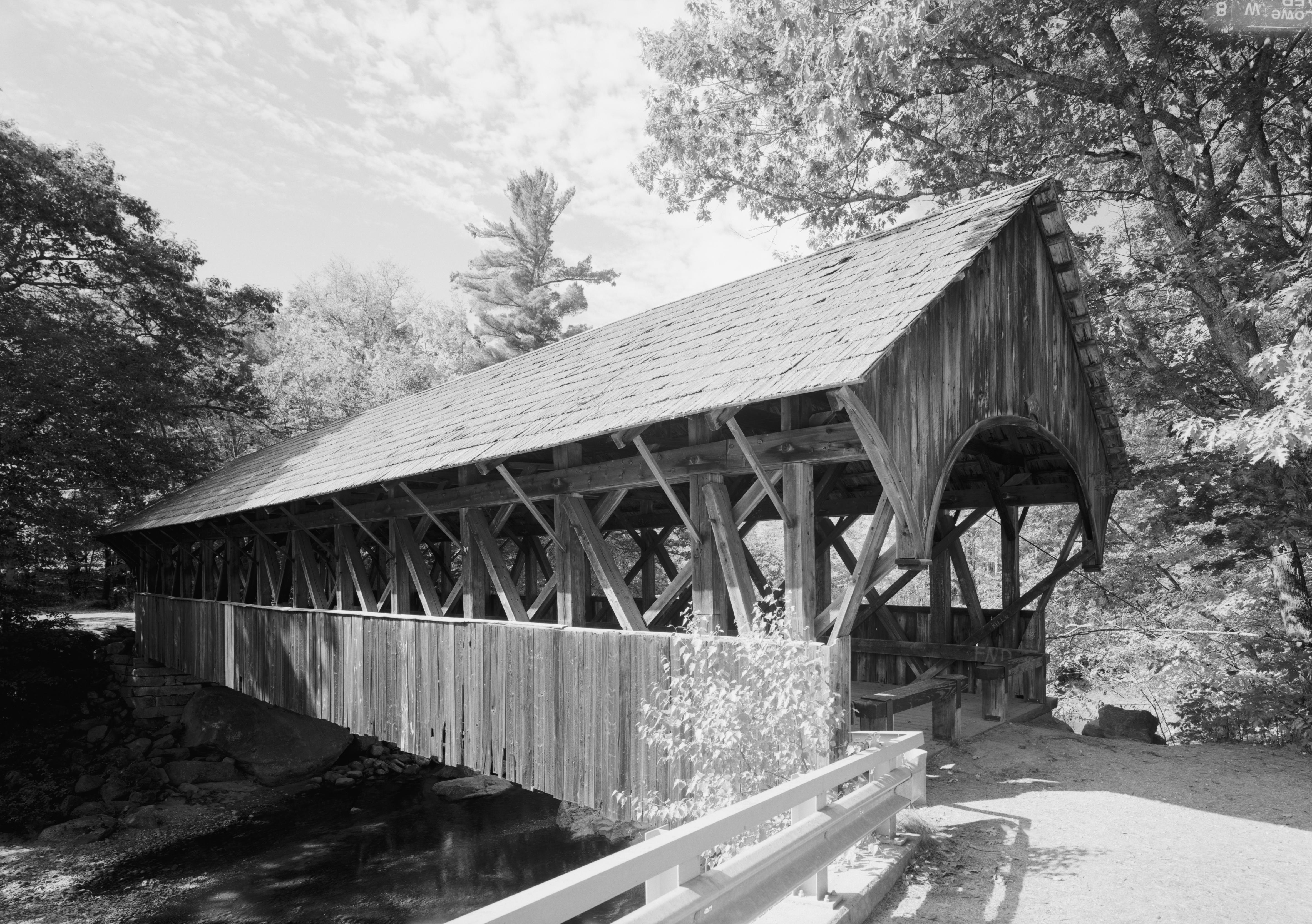
Sunday River Bridge, comté d'Oxford (Maine)

Le premier pont qu'il a conçu est peut-être le Joel's Bridge à Conway (New Hampshire) construit en 1846 avec son père. Ce type de pont existe encore dans le New Hampshire, le comté d'Orleans (Vermont) et le comté de Caledonia dans le Vermont. Le Swiftwater Covered Bridge (en) a été construit en 1849 prÈs de Bath (New Hampshire).
Il a construit en 1850 avec Jacob Berry le premier Saco River Bridge à Conway, en 1850. Ce pont a été détruit en 1869 par une crue de la rivière. Il a été reconstruit en 1890 par Charles et Frank Broughton avec une poutre en treillis Paddleford renforcée par des arches,. Les ponts en treillis Paddleford ont été construits jusqu'à la fin du XIXe siècle.

## Brevet
- US : Brevet no X2 594 Spinning machine donné à Peter Paddleford le 18 mai 1816